# 50. Primetime Emmy-gála
A 50. Primetime Emmy-gála során az 1997 és 1998 között főműsoridőben bemutatott, amerikai televíziós programokat értékelték. A jelölteket az Academy of Television Arts & Sciences választotta ki. A Los Angeles-i Shrine Auditoriumben  tartott ceremóniát az NBC tűzte műsorra 1998. szeptember 13-án. A Shine Auditoriumban ekkor tartották először tartották meg a gálát, ami 1976 után tért vissza Los Angeles városába 

## Győztesek és jelöltek
A nyertesek félkövérrel jelölve.

### Műsorok
| Legjobb vígjátéksorozat | Legjobb drámasorozat |
| --- | --- |
| - Frasier – A dumagép (NBC) - Űrbalekok (NBC) - Ally McBeal (Fox) - The Larry Sanders Show (HBO) - Seinfeld (NBC)                                                       | - Ügyvédek (ABC) - Vészhelyzet (NBC) - Esküdt ellenségek (NBC) - New York rendőrei (ABC) - X-akták (Fox)                                               |
| Legjobb varieté szkeccssorozat | Legjobb különkiadás |
| - David Letterman show (CBS) - Dennis Miller Live (HBO) - Politically Incorrect with Bill Maher (ABC) - The Tonight Show with Jay Leno (NBC) - Tracey Takes On... (HBO) | - 51. Tony-gála (CBS) - 70. Oscar-gála (ABC) - Christopher Reeve: A Celebration of Hope (ABC) - Hamupipőke (ABC) - Garth: Live from Central Park (HBO) |
| Legjobb tévéfilm | Legjobb minisorozat |
| - Don King: Only in America (HBO) - Tizenkét dühös ember (Showtime) - Hazug háború (HBO) - Kifutó a semmibe (HBO) - What the Deaf Man Heard (CBS)                       | - A végtelen szerelmesei - Az Apolló-program (HBO) - George Wallace (TNT) - Merlin (NBC) - Moby Dick (USA Network) - More Tales of the City (Showtime) |

### Színészek

#### Főszereplők
| Legjobb férfi főszereplő (vígjátéksorozat) | Legjobb női főszereplő (vígjátéksorozat) |
| --- | --- |
| - Kelsey Grammer (Dr. Frasier Crane) - Frasier – A dumagép (NBC) (Epizód: "Frasier képzeletbeli barátja") - Michael J. Fox (Mike Flaherty) - Kerge város (ABC) (Epizód: "Hölgyem, Isten áldja!") - John Lithgow (Dr. Dick Solomon) - Űrbalekok (NBC) (Epizód: "Stuck with Dick") - Paul Reiser (Paul Buchman) - Megőrülök érted (NBC) (Epizód: "The Conversation") - Garry Shandling (Larry Sanders) - The Larry Sanders Show (HBO) (Epizód: "Flip") | - Helen Hunt (Jamie Buchman) - Megőrülök érted (NBC) (Epizód: "Moody Blues") - Kirstie Alley (Veronica Chase) - Veronica's Closet (NBC) (Epizód: "Pilot") - Ellen DeGeneres (Ellen Morgan) Ellen (ABC) (Epizód: "Neighbors") - Jenna Elfman (Dharma Montgomery) - Dharma és Greg (ABC) (Epizód: "Háziőrizet") - Calista Flockhart (Ally McBeal) - Ally McBeal (Fox) (Epizód: "Pár könnycseppnyire tőled") - Patricia Richardson (Jill Taylor) - Házi barkács (ABC) (Epizód: "Bright Christmas") |
| Legjobb férfi főszereplő (drámasorozat) | Legjobb női főszereplő (drámasorozat) |
| - Andre Braugher (Frank Pembleton) - Gyilkos utcák (NBC) (Epizód: "Fallen Heroes", Part 2) - David Duchovny (Fox Mulder) - X-akták (Fox) (Epizód: "Visszatérés 2") - Anthony Edwards (Mark Greene) - Vészhelyzet (NBC) (Epizód: "Családi gyakorlat") - Dennis Franz (Andy Sipowicz) - New York rendőrei (ABC) (Epizód: "The One That Got Away") - Jimmy Smits (Bobby Simone) - New York rendőrei (ABC) (Epizód: "Lost Israel")                       | - Christine Lahti (Dr. Kate Austin) - Chicago Hope Kórház (CBS) (Epizód: "Cabin Fever") - Gillian Anderson (Dr. Dana Scully) - X-akták (Fox) (Epizód: "Minden lélek") - Roma Downey (Monica) - Touched by an Angel (CBS) (Epizód: "The Spirit of Liberty Moon") - Julianna Margulies (Carol Hathaway) - Vészhelyzet (NBC) (Epizód: "Carter's Choice") - Jane Seymour (Dr. Michaela Quinn) - Quinn doktornő (CBS) (Epizód: "Közeli lövés")                                                       |
| Legjobb férfi főszereplő (minisorozat, antológiasorozat vagy tévéfilm) | Legjobb női főszereplő (minisorozat, antológiasorozat vagy tévéfilm) |
| - Gary Sinise (George Wallace) - George Wallace (TNT) - Jack Lemmon (Nyolcadik esküdt) - Tizenkét dühös ember (Showtime) - Sam Neill (Merlin) - Merlin (NBC) - Ving Rhames (Don King) - Don King: Only in America (HBO) - Patrick Stewart (Ahab kapitány) - Moby Dick (USA) | - Ellen Barkin (Glory Marie Jackson) - Before Women Had Wings (ABC) - Jamie Lee Curtis (Maggie Green) - Nicholas ajándéka (CBS) - Judy Davis (Gladwyn Ritchie) - A mennydörgés visszhangja (CBS) - Olympia Dukakis (Mrs. Anna Madrigal) - More Tales of the City (Showtime) - Angelina Jolie (Gia Carangi) - Kifutó a semmibe (HBO) - Sigourney Weaver (Lady Claudia Hoffman) - Hófehérke – A terror meséje (Showtime)                                                                          |
| Legjobb színész zenés műsorban vagy varietében | |
| - Billy Crystal - 70. Oscar-gála (ABC) - Garth Brooks - Garth: Live from Central Park (HBO) - Michael Crawford - Michael Crawford in Concert (PBS) - Jay Leno - The Tonight Show with Jay Leno (NBC) - David Letterman - David Letterman show (CBS) - Tracey Ullman - Tracey Takes On... (HBO) | |

#### Mellékszereplők
| Legjobb férfi mellékszereplő (vígjátéksorozat) | Legjobb női mellékszereplő (vígjátéksorozat) |
| --- | --- |
| - David Hyde Pierce (Dr. Niles Crane) - Frasier – A dumagép (NBC) (Epizódok: "A Maris rossz tanácsadó", "Első randi") - Jason Alexander (George Costanza) - Seinfeld (NBC) (Epizód: "The Strike") - Phil Hartman (Bill McNeal) - NewsRadio (NBC) (posztumusz) - Jeffrey Tambor (Hank Kingsley) - The Larry Sanders Show (HBO) - Rip Torn (Arthur) - The Larry Sanders Show (HBO) | - Lisa Kudrow (Phoebe Buffay) - Jóbarátok (NBC) (Epizód: "Ross esküvője") - Christine Baranski (Maryann Thorpe) - Cybill (CBS) (Epizód: "The Golden Years") - Kristen Johnston (Sally Solomon) - Űrbalekok (NBC) - Jane Leeves (Daphne Moon) - Frasier – A dumagép (NBC) (Epizódok: "Ahol minden brit pasi tudja, ki vagy", "Első randi") - Julia Louis-Dreyfus (Elaine Benes) - Seinfeld (NBC) |
| Legjobb férfi mellékszereplő (drámasorozat) | Legjobb női mellékszereplő (drámasorozat) |
| - Gordon Clapp (Greg Medavoy) - New York rendőrei (ABC) - Héctor Elizondo (Dr. Phillip Watters) - Chicago Hope Kórház (CBS) (Epizódok: "Psychodrama", "Bridge Over Troubled Watters") - Steven HillAdam Schiff]]) - Esküdt ellenségek (NBC) - eriq La Salle (Peter Benton) - Vészhelyzet (NBC) - Noah Wyle (Dr. John Carter) - Vészhelyzet (NBC)                                 | - Camryn Manheim (Ellenor Frutt) - Ügyvédek (ABC) (Epizódok: "Checkmate", "Axe Murderer") - Kim Delaney (Diane Russell) - New York rendőrei (ABC) - Laura Innes (Dr. Kerry Weaver) - Vészhelyzet (NBC) - Della Reese (Tess) - Touched by an Angel (CBS) - Gloria Reuben (Jeanie Boulet) - Vészhelyzet (NBC)                                                                                     |
| Legjobb férfi mellékszereplő (minisorozat, antológiasorozat vagy tévéfilm) | Legjobb női mellékszereplő (minisorozat, antológiasorozat vagy tévéfilm) |
| - George C. Scott (Harmadik esküdt) - Tizenkét dühös ember (Showtime) - Hume Cronyn (Kilencedik esküdt) - Tizenkét dühös ember (Showtime) - Gregory Peck (Mapple) - Moby Dick (USA) - Martin Short (Frik) - Merlin (NBC) - J. T. Walsh (Ray Percy) - Hope (TNT) | - Mare Winningham (Lurleen Wallace) - George Wallace (TNT) - Helena Bonham Carter (Morgan Le Fey) - Merlin (NBC) - Julie Harris (Leonora Nelson) - Ellen Foster (CBS) - Judith Ivey (Lucille) - What the Deaf Man Heard (CBS) - Angelina Jolie (Cornelia Wallace) - George Wallace (TNT) |

### Rendezők
| Legjobb rendező (vígjátéksorozat) | Legjobb rendező (drámasorozat) |
| --- | --- |
| - The Larry Sanders Show (HBO): "Flip" – Todd Holland - Űrbalekok (NBC): "Dick and the Other Guy" – Terry Hughes - Ally McBeal (Fox): "Az őserő" – Allan Arkush - Ally McBeal (Fox): "Bevezető rész" – James Frawley - Dharma és Greg (ABC): "A találkozás" – James Burrows                       | - Brooklyn South (CBS): "Pilot" – Mark Tinker - New York rendőrei (ABC): "Lost Israel", Part 2 – Paris Barclay - Chicago Hope Kórház (CBS): "Brain Salad Surgery" – Bill D'Elia - Vészhelyzet (NBC): "Lesben állva" – Thomas Schlamme - X-akták (Fox): "Posztmodern Prométheusz" – Chris Carter |
| Legjobb rendező (varietésorozat) | Legjobb rendező (minisorozat, antológiasorozat vagy tévéfilm) |
| - 70. Oscar-gála (ABC) – Louis J. Horvitz - Hamupipőke (ABC) – Robert Iscove - Fleetwood Mac: The Dance (MTV) – Bruce Gowers - Garth: Live from Central Park (HBO) – Marty Callner - Stomp Out Loud (HBO) – Luke Cresswell, Steve McNicholas - Tracey Takes On... (HBO): "Smoking" – Don Scardino | - George Wallace (TNT) – John Frankenheimer - Tizenkét dühös ember (Showtime) – William Friedkin - Don King: Only in America (HBO) – John Herzfeld - From the Earth to the Moon (HBO): "Part I" – Tom Hanks - Merlin (NBC) – Steve Barron                                                       |

### Forgatókönyvírók
| Legjobb forgatókönyv (vígjátéksorozat) | Legjobb forgatókönyv (drámasorozat) |
| --- | --- |
| - The Larry Sanders Show (HBO): "Flip" – Peter Tolan, Garry Shandling - Ally McBeal (Fox): "Életinduló" – David E. Kelley - Ellen (ABC): "Emma" – Lawrence Broch - Frasier – A dumagép (NBC): "A síházban" – Joe Keenan - The Larry Sanders Show (HBO): "Putting the 'Gay' Back in Litigation" – Richard Day, Alex Gregory, Peter Huyck | - New York rendőrei (ABC): "Lost Israel", Part 2 – David Milch, Bill Clark, David Milch, Nicholas Wootton - Gyilkos utcák (NBC): "The Subway" – James Yoshimura - New York rendőrei (ABC): "Lost Israel", Part 1 – Ted Mann, Bill Clark, Meredith Stiehm, David Milch, Ted Mann - Ügyvédek (ABC): "Betrayal" – David E. Kelley - X-akták (Fox): "Posztmodern Prométheusz" – Chris Carter |
| Legjobb forgatókönyv (varietésorozat) | Legjobb forgatókönyv (minisorozat vagy tévéfilm) |
| - Dennis Miller Live (HBO) - The Chris Rock Show (HBO) - Late Night with Conan O'Brien (NBC) - David Letterman show (CBS) - Mr. Show with Bob and David (HBO) | - Don King: Only in America (HBO) – Kario Salem - From the Earth to the Moon (HBO): "Part II" – Graham Yost - Kifutó a semmibe (HBO) – Jay McInerney, Michael Cristofer - Merlin (NBC) – Edward Khmara, David Stevens, Peter Barnes - More Tales of the City (Showtime) – Nicholas Wright                                                                                                |

## In Memoriam
A gála "in memoriam" szegmense az alábbi elhunyt személyekről emlékezett meg:
- Red Skelton
- Shari Lewis
- Lloyd Bridges
- Roy Rogers
- John Denver
- Robert Young
- Jerome Robbins
- Harry Caray
- Frank Sinatra
- Buffalo Bob
- E. G. Marshall
- J. T. Walsh
- Sonny Bono
- Phil Hartman
- Chris Farley

## Fordítás
- Ez a szócikk részben vagy egészben  a(z)   50th Primetime Emmy Awards című angol Wikipédia-szócikk fordításán alapul.  Az eredeti cikk szerkesztőit annak laptörténete sorolja fel. Ez a jelzés csupán a megfogalmazás eredetét és a szerzői jogokat jelzi, nem szolgál a cikkben szereplő információk forrásmegjelöléseként.